# 23 augusti
23 augusti är den 235:e dagen på året i den gregorianska kalendern (236:e under skottår). Det återstår 130 dagar av året.

## Återkommande bemärkelsedagar

### Festdagar
- Volcanalia, festdag till guden Vulcanus ära i Romerska riket, under kejsartiden med circensiska spel.
- Europeisk minnesdag för stalinismens och nazismens offer

### Temadagar
- Köttbullens dag

### FN-dagar
- Internationella dagen till minne av slaveriet och dess avskaffande

## Namnsdagar

### I den svenska almanackan
- Nuvarande – Signe och Signhild
- Föregående i bokstavsordning
  - Signar – Namnet infördes på dagens datum 1986, men utgick 1993.
  - Signe – Namnet infördes på dagens datum 1901 och har funnits där sedan dess.
  - Signhild – Namnet infördes 1986 på 25 september, men flyttades 1993 till dagens datum och har funnits där sedan dess.
  - Signy – Namnet infördes på dagens datum 1986, men utgick 1993.
  - Zakeus – Namnet fanns, till minne av Sackaios den i Lukasevangeliet omnämnde tullindrivaren i Jeriko, på dagens datum före 1901, då det utgick.
- Föregående i kronologisk ordning
  - Före 1901 – Zakeus
  - 1901–1985 – Signe
  - 1986–1992 – Signe, Signar och Signy
  - 1993–2000 – Signe och Signhild
  - Från 2001 – Signe och Signhild
- Källor
  - Brylla, Eva (red.). Namnlängdsboken. Gjøvik: Norstedts ordbok, 2000 ISBN 91-7227-204-X
  - af Klintberg, Bengt. Namnen i almanackan. Gjøvik: Norstedts ordbok, 2001 ISBN 91-7227-292-9

### Finlandssvenska almanackan
- Nuvarande från 1995[1] – Signe, Signhild
- I föregående revideringar[a][2]
  - 1929–1994 – Signe

## Händelser
- 1268 – Slaget vid Tagliacozzo.
- 1305 – Den skotske frihetskämpen William Wallace avrättas i London.
- 1328
  - Filip VI kröns till kung av Frankrike.
  - Slaget vid Cassel (1328).
- 1514 – Slaget vid Chaldiran.
- 1521 – Kristian II avsätts som svensk kung och Gustav Eriksson (Vasa) väljs till riksföreståndare.
- 1541 – Den franske upptäcktsresanden Jacques Cartier kommer till en plats nära Québec på sin tredje resa till Kanada.
- 1600 – Slaget vid Gifu Castle.
- 1621 – Sundsvall får stadsprivilegier
- 1655 – Slaget vid Sobota.
- 1727 – Kina och Ryssland sluter fördraget i Kjachta.
- 1741 – Svenskarna blir besegrade av ryssarna i slaget vid Villmanstrand under hattarnas ryska krig.
- 1813 – De allierades nordarmé besegrar en fransk armé i slaget vid Grossbeeren under napoleonkrigen.
- 1921 – Kungariket Irak utropas.[3]
- 1927 – Sacco och Vanzetti avrättas i elektriska stolen efter en mycket uppmärksammad rättegång.
- 1929 – Hebronmassakern 1929.
- 1939 – Sovjetunionen och Tyskland ingår icke-angreppsavtalet Molotov–Ribbentrop-pakten, vilket hjälper Sovjet ut ur den cordon sanitaire landet har befunnit sig i alltsedan revolutionen.
- 1942 – Tyska trupper når under andra världskriget fram till Stalingrad.
- 1973 – Norrmalmstorgsdramat inleds då en maskerad man tar fyra banktjänstemän som gisslan i ett bankvalv i Nordbankens kontor på Norrmalmstorg i Stockholm.
- 2000 – Gulf Air Flight 072 kraschar och alla 143 människor ombord omkommer.
- 2006 – Österrikiska Natascha Kampusch lyckas rymma efter att ha suttit fången hos sin kidnappare i åtta år. Kidnapparen Wolfgang Přiklopil begår då självmord.
- 2010 – Den reguljära trafiken på Spårväg City i Stockholm startar.

## Födda
- 686 – Karl Martell, merovingernas major domus.
- 1740 – Ivan VI av Ryssland, rysk tsar 1740-1741.
- 1754 – Ludvig XVI, kung av Frankrike 1774–1793.
- 1773 – Jakob Friedrich Fries, tusk filosof.
- 1800 – Evangelis Zappas, grekisk filantrop.
- 1829 – Moritz Cantor, tysk matematikhistoriker.
- 1839 – George Clement Perkins, amerikansk republikansk politiker, senator (Kalifornien) 1893-1915.
- 1847 – George Taylor Jester, amerikansk demokratisk politiker.
- 1849
  - William Ernest Henley, brittisk poet.
  - William S. West, amerikansk demokratisk politiker, senator (Georgia) 1914.
- 1857 – Lave Beck-Friis, svensk friherre, häradshövding och riksdagsledamot.
- 1869 – James Rolph, amerikansk republikansk politiker, Kaliforniens 27:e guvernör.
- 1872 – Ida Otterström, svensk skådespelare.
- 1877 – Henning Liljegren, svensk filmproducent och biografägare.
- 1889 – Nils Ahnlund, historiker, professor vid Stockholms högskola 1927–1955, ledamot av Svenska Akademien från 1941.
- 1892 – Alexander G. Barry, amerikansk republikansk politiker, senator (Oregon) 1938–1939.
- 1894 – Robert Ryberg, svensk skådespelare och teaterdirektör.
- 1898 – Sigrid Boo, norsk författare.
- 1900 – Ernst Krenek, österrikisk kompositör.
- 1901 – John Sherman Cooper, amerikansk republikansk politiker, diplomat och jurist, senator (Kentucky) 1946–1949, 1952–1955 och 1956–1973.
- 1903
  - Walter Linse, tysk jurist.
  - Charles F. Brannan, amerikansk demokratisk politiker, USA:s jordbruksminister 1948–1953.
- 1904 – William Primrose, brittisk violaspelare.
- 1912 – Gene Kelly, amerikansk skådespelare, dansare och koreograf.
- 1917 – Tore Browaldh, svensk svensk affärsman och näringslivsprofil.
- 1923
  - Balram Jakhar, indisk politiker.
  - Bo Setterlind, svensk författare och poet.
- 1929 – Peter Thomson, australisk golfspelare.
- 1931
  - Lars Görling, svensk författare, regissör och manusförfattare.
  - Hamilton O. Smith, amerikansk mikrobiolog, mottagare av Nobelpriset i fysiologi eller medicin 1978.
- 1933 – Robert Curl, amerikansk kemist, mottagare av Nobelpriset i kemi 1996.
- 1940 – Thomas Steitz, amerikansk biokemist, mottagare av Nobelpriset i kemi 2009.
- 1942 – Thorstein Bergman, svensk visdiktare och trubadursångare.
- 1943
  - Bengt Westerberg, svensk politiker, partiledare för Folkpartiet 1983–1995, vice statsminister 1991–1994.
  - Pino Presti, italiensk basist, arrangör, kompositör, dirigent och producent.
- 1946 – Keith Moon, brittisk musiker, trummis i The Who.
- 1948 – Mats Svegfors, svensk politiker, publicist, ämbetsman och landshövding i Västmanlands län.
- 1949
  - Shelley Long, amerikansk skådespelare.
  - William Lane Craig, svensk kristen dubbeldoktor i filosofi och teologi.
- 1950 – Saeed Hooshidar, svensk dansare, koreograf och skådespelare.
- 1951 – Yvonne Schaloske, svensk skådespelare.
- 1958 – Bill Haslam, amerikansk politiker.
- 1959
  - John Adler, amerikansk demokratisk politiker.
  - Görel Crona, svensk skådespelare.
- 1964 – Micke Cederberg, svensk musikredaktör och radioprogramledare.
- 1970 – River Phoenix, amerikansk skådespelare.
- 1973 – Thuy Thu Le, amerikansk-vietnamesisk skådespelare.
- 1974
  - Konstantin Novoselov, rysk fysiker, mottagare av Nobelpriset i fysik 2010.
  - Ray Park, brittisk stuntman och skådespelare.
- 1976 – Scott Caan, amerikansk skådespelare.
- 1978
  - Kobe Bryant, amerikansk basketspelare.
  - Julian Casablancas, amerikansk musiker, medlem i The Strokes.
- 1984
  - Heikki Autto, finländsk samlingspartistisk politiker.
  - Glen Johnson, engelsk fotbollsspelare.
- 1988 – Carl Hagelin, svensk ishockeyspelare.

## Avlidna
- 93 – Gnaeus Julius Agricola, 53, romersk politiker och fältherre
- 1305 – William Wallace, skotsk nationalhjälte, Skottlands regent
- 1367 – Gil Álvarez de Albornoz, spansk kardinal
- 1628 – George Villiers, 1:e hertig av Buckingham, 35, engelsk statsman
- 1647 – Axel Turesson (Natt och Dag), 26, svensk landshövding i Stockholms län
- 1806 – Charles-Augustin de Coulomb, 70, fransk fysiker
- 1834 – Anders Fredrik Skjöldebrand, greve, En av rikets herrar, general, statsråd, ledamot av Svenska Akademien
- 1876 – Joseph R. Underwood, amerikansk jurist och politiker, senator (Kentucky)
- 1878 – Adolf Fredrik Lindblad, tonsättare
- 1898 – Félicien Rops, belgisk konstnär
- 1922 – Albert J. Hopkins, amerikansk republikansk politiker, senator (Illinois)
- 1926
  - Bert M. Fernald, amerikansk republikansk politiker, guvernör i Maine, senator
  - Rudolph Valentino, italiensk skådespelare
- 1933 – Gustaf Henning Elmquist, svensk ämbetsman och socialpolitiker
- 1934 – Viktor Kaplan, österrikisk ingenjör och uppfinnare av kaplanturbinen
- 1935 – Ivan Hedqvist, svensk skådespelare och regissör
- 1951 – Anders Pers, svensk politiker
- 1957 – Lille Bror Söderlundh, svensk tonsättare och vissångare
- 1962 – Joseph Berchtold, tysk SS-officer, Reichsführer-SS
- 1974 – Roberto Assagioli, italiensk psykiater
- 1982 – Stanford Moore, amerikansk biokemist, mottagare av Nobelpriset i kemi 1972
- 1987 – Didier Pironi, fransk racerförare
- 1988 – Josef Klehr, tysk SS-officer och dömd krigsförbrytare
- 1992 – Elisaveta von Gersdorff Oxenstierna, svensk skådespelare
- 1995
  - Johan Bergenstråhle, svensk teater- och filmregissör
  - Dwayne Goettel, kanadensisk musiker, medlem Skinny Puppy
- 1997 – John Kendrew, brittisk biokemist, mottagare av Nobelpriset i kemi 1962
- 2004 – Carl Fredrik Meinander, finländsk arkeolog
- 2005 – Brock Peters, amerikansk skådespelare
- 2006
  - Wolfgang Přiklopil, österrikisk kidnappare
  - Maynard Ferguson, amerikansk jazztrumpetare
- 2008
  - Anders Gernandt, svensk politiker och flygare
  - Thomas Huckle Weller, amerikansk virolog, mottagare av Nobelpriset i fysiologi eller medicin 1954
- 2012 – Pauli Ellefsen, färöisk politiker, lagman (regeringschef)
- 2014
  - Inga Juuso, norsk (samisk) jojksångare och skådespelare
  - Ahti Pekkala, finländsk politiker
  - Birgitta Stenberg, svensk författare, översättare och illustratör
- 2021 – Gunilla Bergström, 79, svensk författare och illustratör, mest känd för böckerna om Alfons Åberg
- 2023 – Jevgenij Prigozjin, 62, rysk krögare, affärsman och legosoldat.
- 2024 – Russell Malone, 60, amerikansk jazzgitarrist.